# Wilaya de Tindouf
La wilaya de Tindouf (/tin.duf/ ), (en berbère : ⵜⴰⵡⵉⵍⴰⵢⵜ ⵏ ⵜⵉⵏⴷⵓⴼ ; en arabe : ولاية تندوف), est une wilaya de l'extrême ouest de l'Algérie, de chef-lieu la ville éponyme de Tindouf. Formée en 1984 par scission de la wilaya de Béchar, elle est limitée au nord par le Maroc, au nord-est par la wilaya de Béchar, à l’ouest par le Maroc et le Sahara occidental, à l’est par la wilaya d’Adrar et au sud par la Mauritanie. Sa superficie est de 159 000 km2, sa population est estimée, en 2010, à 59 898 habitants.
La région compte plusieurs camps de réfugiés, principalement ceux du Front Polisario, qui revendiquent le Sahara occidental, un territoire que le Maroc contrôle depuis 1975 après le retrait des autorités espagnoles, exerçant sa souveraineté sur environ 75% du territoire, tandis que la RASD (République Arabe Sahraouie Démocratique) administre environ 25% du Sahara occidental.

## Géographie
La wilaya de Tindouf a la particularité d'être la wilaya algérienne qui a le plus petit nombre de communes et de daïras : elle n'est constituée que de deux communes : Tindouf et Oum el Assel, qui forment ensemble l'unique daïra de Tindouf.
| Maroc             | Wilaya de Béni Abbès |                |
| Sahara occidental | wilaya de Tindouf    | Wilaya d'Adrar |
|                   | Mauritanie           |                |

## Organisation de la wilaya

### Walis
Le poste de wali de la wilaya de Tindouf a été occupé par plusieurs personnalités politiques nationales depuis sa création le 4 février 1984
| N° | Wali                   | Début            | Fin              |
| -- | ---------------------- | ---------------- | ---------------- |
| 1  | Allel Birady           | 4 avril 1984     | 29 mai 1989      |
| 2  | Brahim Merad           | 29 mai 1989      | 21 août 1991     |
| 3  | Mohamed Teraï          | 21 août 1991     |                  |
| 4  | Mohamed El Kebir Raffa |                  | 22 août 1999     |
| 5  |                        |                  |                  |
| 6  | Mohamed Bousmaha       | 1er avril 2002   | 7 mai 2008       |
| 7  | Abdelhakim Chater      | 7 mai 2008       | 4 mars 2013      |
| 8  | Slimane Zergoune       | 4 mars 2013      | 22 juillet 2015  |
| 9  | Moumen Mermouri        | 22 juillet 2015  | 25 janvier 2020  |
| 10 | Youcef Mahiout         | 25 janvier 2020  | 30 mai 2022      |
| 11 | Mohamed Mokhbi         | 30 mai 2022      | 6 septembre 2023 |
| 12 | Mustapha Daho          | 6 septembre 2023 | en cours         |

### Daïras
La wilaya de Tindouf ne compte qu'une daïra, la daïra de Tindouf.

### Communes
La wilaya de Tindouf compte 2 communes

## Ressources hydriques

### Barrages
Cette wilaya ne compte aucun barrage.

## Histoire
À l'indépendance du Maroc, en 1956, les nationalistes marocains du Parti de l'Istiqlal (droite conservatrice) se sont mis à revendiquer la province de Tindouf et ont déclaré qu'elle a été sous souveraineté marocaine jusqu'en 1934. À l'indépendance de l'Algérie, en 1962, le gouvernement algérien ne donne pas suite aux demandes marocaines de règlement du problème de la démarcation territoriale entre les deux pays, préférant reporter l'étude de cette question jusqu'après les élections présidentielles et l'adoption d'une constitution ; fin septembre 1963, éclate entre les deux pays la Guerre des sables.
Cependant, les revendications marocaines sur la région de Tindouf prennent officiellement fin avec la signature, le 15 juin 1972, d'un accord frontalier algéro-marocain, ratifié en 1973 par l'Algérie et en 1992 par le Maroc, et reconnaissant le tracé actuel des frontières.

## Santé
- Hôpital de Tindouf.